# شین‌هیداکا، هوکایدو
شین‌هیداکا، هوکایدو (به لاتین: Shinhidaka, Hokkaido) یک منطقهٔ مسکونی در ژاپن است که در Hidaka Subprefecture واقع شده‌است. شین‌هیداکا ۲۶٬۵۰۲ نفر جمعیت دارد.